# Wild Arms 5
 (avril 2019).
Si vous disposez d'ouvrages ou d'articles de référence ou si vous connaissez des sites web de qualité traitant du thème abordé ici, merci de compléter l'article en donnant les références utiles à sa vérifiabilité et en les liant à la section « Notes et références ».
Wild Arms 5, connu sous le nom de Wild Arms: The Fifth Vanguard (ワイルドアームズ ザ フィフスヴァンガード, Wairudo Āmuzu Za Fifusu Vangādo) au Japon, est un jeu vidéo de rôle développé par Media.Vision et édité par Sony Computer Entertainment en 2006 sur PlayStation 2. Le jeu est sorti pour fêter les 10 ans de la série. Il prend toujours place dans le monde de Filgaia, une fois de plus en péril. Le personnage principal est un jeune homme de 16 ans se nommant Dean Stark.

## Trame

### Synopsis
Alors que notre jeune héros Dean Stark se balade dans les ruines, il va trouver une pièce de golem (créatures robotiques datant de l'âge de la technologie perdue), il va en faire part au vieux Tony, vieil homme se disant ingénieur de golems, et qui semble grandement avoir participé à l'éducation du jeune homme.
Notre jeune héros s'emballant d'avoir enfin trouvé une autre pièce de golem (la première étant un boulon quand il était jeune) décide qu'il est temps pour lui de partir à la découverte du monde. Avant cela, il désire faire un dernier tour avec son amie d'enfance : Rebecca.
Alors qu'ils se promènent, un bras géant tombe du ciel, et dans sa main se trouve une jeune fille aux cheveux gris.
Il va se révéler qu'elle est amnésique et ne se souvient que de deux choses, son prénom : Avril, et le nom Johnny Appleseed.

### Personnages
Dean Stark : 
Adolescent de 16 ans habitant à Capo Bronco. Social et optimiste, il a un sens aigu de la justice. Son rêve est de devenir un grand chasseur de golem et de parcourir le monde.
Rebecca Streisand : 
Amie d'enfance de Dean, elle est vive et volontaire. S'inquiétant pour lui le jour où il décide de quitter le village, elle décide de le suivre. Amoureuse de Dean, elle refuse de l'accepter.
Avril Vent Fleur : 
La fille tombée du ciel dans un bras de golem. Secourue par Dean et Rebecca, elle est amnésique et ne se souvient que de son nom et des mots « Johnny Applessed ».
Greg Russelberg : 
C'est un hors-la-loi qui détruit des golems. Il a un lourd passé et une vengeance à accomplir. Il est activement recherché.
Carol Anderson : 
Jeune fille extrêmement maladroite. Elle est à la recherche d'une personne et parcourt le monde pour la retrouver.
Chuck Preston : 
Un apprenti chasseur de golem, un peu vantard, mais attachant, un peu gaffeur, mais il possède un grand cœur.

## Système de jeu
Tout comme Wild Arms 4, le plateau de combat est divisé en Hex (7 hexagones répartis aléatoirement), certains hex possédant le pouvoir d'un des éléments (eau, feu, vent et terre). Les personnages peuvent se déplacer d'un hex à l'autre, se retrouver dans un même hex, mais jamais dans le même que celui d'un ennemi. L'ordre d'attaque se fait au tour par tour, par ordre de rapidité des personnages. Afin d'aider les personnages, les médiums font leur apparition : Une fois équipés, ils donnent au personnage certaines facultés acquises avec les niveaux (Riposte, double critique, guérison, etc.).